# Most Evil
Most Evil (en Hispanoamérica Índice de maldad, en España Perfil de un psicópata), literalmente “el más malvado”, es una serie documental televisiva de origen estadounidense, conducida por el psiquiatra forense Michael H. Stone, de la Universidad de Columbia. En los Estados Unidos y América Latina el programa se emitió por la señal de cable Investigation Discovery y en España a través de Discovery Max.
A lo largo del programa, Stone clasifica a los homicidas en una “escala de maldad” que él mismo desarrolló para intentar entender la mente y las motivaciones de los perpetradores de esos hechos. Por otro lado, la indagación en sus respectivas historias familiares puede brindar pistas para ayudar a prevenir futuros crímenes por parte de individuos con psicopatologías similares.
En Colombia hubo los siguientes asesinos seriales donde las víctimas eran niños y niñas Luis Alfredo Garavito Cubillos, Pedro Alonso López, Manuel Octavio Bermúdez Estrada, Luis Gregorio Ramírez Maestre, Daniel Camarago Barbosa.
También hay asesinos desconocidos como Jack el Destripador y el Asesino del Zodiaco.
Un asesino en serie que se demoraron más de cuarenta años en arrestarlo fue el Asesino de Golden State.

## Generalidades
El programa presenta los perfiles de varios homicidas, asesinos en serie y psicópatas. Stone investigó cientos de asesinos y sus métodos y motivos para desarrollar su jerarquía de “maldad”. Asimismo, Stone indagó los expedientes de cientos de homicidas, así como sus métodos y motivaciones, primero para dar forma a su “escala del mal”, y luego ya para clasificar a los criminales dentro de ella.
La escala abarca desde el nivel 1, aquellos que solo matan en legítima defensa, hasta llegar a la categoría 22, que involucra a torturadores y asesinos en serie que sienten una clara preferencia por torturar a sus víctimas antes de proceder a matarlas.
El programa incluye la reconstrucción parcial de varios de los casos policiales históricamente más resonantes, sobre todo ocurridos en los propios Estados Unidos (a veces mencionando los “rituales” previamente llevados a cabo por los homicidas involucrados), así como también incorpora imágenes de archivo de informes noticiosos relativos a esos hechos. En algunos episodios Stone entrevista personalmente en prisión a los propios asesinos retratados en el capítulo en cuestión.
Stone examina los factores ambientales, y hasta neurológicos y genéticos, para intentar entender qué es lo que puede llevar a que un individuo cometa un homicidio o varios de ellos, planteando preguntas como ¿Qué sucedió en sus vidas? ¿Por qué tienen ciertas preferencias? ¿Por qué matan? y ¿Qué querían lograr con matar?, poniendo en tela de juicio la antigua frase "El fin justifica los medios" por Maquiavelo. También se toma en cuenta la depravación del crimen, la meditación para llevarlo a la realidad y si se aplicó tortura prolongada o violación a la víctima. La serie indirectamente se relaciona con los conceptos filosóficos de ética y moralidad, pudiendo clasificar la "maldad" de los más famosos asesinos de la historia.
Esta escala de la maldad nos permite poder adentrarnos en la mente de los asesinos, viendo cómo funciona el cerebro de un psicópata, descubriendo que en el cerebro de éstos, los sectores de empatía y emociones están permanentemente apagados, pudiendo así realizar tales perversiones como el no sentir pena o empatía por la persona asesinada o torturada, solo el querer hacer realidad lo que piensan.
Se ha demostrado que muchas personas tienen parcialmente apagados los sectores cerebrales de empatía y las emociones, albergando la potencialidad de convertirse en tiranos o líderes implacables. Dos de las personas conocidas con esta condición son Napoleón Bonaparte y el director de la famosa película "Hostel". El diagnóstico se realiza mediante un escáner cerebral mientras el paciente visualiza distintas fotografías de fuerte impacto emocional, desde escenas de amor hasta palabras como: asesinato, tortura, guerra o desmenbramiento.
El también estadounidense psiquiatra Michael Welner ha creado una “escala de depravación”.

## Escala del mal de Stone
El Dr. Stone ha estudiado a cientos de asesinos, sus métodos y sus motivos, y de ello ha desarrollado una jerarquía de “maldad”. La escala va desde el nivel 1 para aquellos que han asesinado en defensa propia, hasta el nivel 22, asesinos y torturadores seriales. Neurólogos, psicólogos y otros psiquiatras forenses son entrevistados en los programas en un intento de examinar y perfilar las mentes de asesinos sobresalientes. Recreaciones parciales de los eventos son mostradas junto con escenas de noticieros, evidencias y testimonios de lugareños. Factores neurológicos, ambientales y genéticos son examinados para ayudar a determinar qué conduce a una persona a matar; antecedentes y premeditación son considerados cuando se coloca a un individuo en la escala del mal. En el programa se tratan de manera indirecta los conceptos de moral y ética.
Sólo incluir aquellos criminales mencionados en el programa
| Categoría | Criterios que lo tipifican | Criminales |
| --------- | --- | --- |
| 1         | Aquellos que han matado exclusivamente en legítima defensa y que no muestran ningún tipo de tendencia psicopática. | |
| 2         | Amantes desesperados que llegan a cometer un crimen pasional. A pesar de ser egocéntricos e/o inmaduros, no son psicópatas. | Samuel Collins |
| 3         | Cómplices no psicopáticos de homicidas. Se caracterizan por una personalidad impulsiva con rasgos antisociales. | Leslie Van Houten |
| 4         | Individuos que matan en autodefensa, pero que previamente provocaron a su víctima en gran medida. | |
| 5         | Individuos psicológicamente traumatizados y desesperados que matan a familiares que abusaron sexualmente de ellos u otras personas (por ejemplo drogadictos que matan para mantener su vicio) pero no poseen características psicopáticas significativas y muestran un verdadero remordimiento por sus actos. | Martha Ann Johnson, Elmer Wayne Henley |
| 6         | Homicidas impetuosos y con la “cabeza caliente”, quienes no obstante no tienen características psicopáticas marcadas. | Robert John Bardo, Coy Wayne Wesbrook, Billy Wayne Sinclair, Daniel Nieto, Doyle Kelley |
| 7         | Individuos con un alto grado de narcisismo, que matan a sus "seres queridos" por celos o envidia (algunos pueden sufrir psicosis) | Marybeth Tinning, Clara Harris, Mark David Chapman, Diana Dial, Michael Owen Perry, Armin Meiwes, David Dowler |
| 8         | Individuos no psicópatas pero con furia reprimida, que llegan a matar cuando algún evento la enciende o desencadena. | Charles Whitman |
| 9         | Amantes celosos despechados con características psicopáticas. | Betty Broderick, Ron Luff, Robert Lopez |
| 10        | Asesinos que mataron a gente que se interponía en su camino o que mataron, por ejemplo, a testigos de sus crímenes. Se caracterizan por tener una personalidad egocéntrica pero no una psicopatología claramente distinguible.                                                                                | Susan Smith, Rod Ferrell, Darci Pierce |
| 11        | Psicópatas egocéntricos que mataron a gente cercana en su camino. | Ismael Cisneros |
| 12        | Psicópatas hambrientos de poder que mataron para conservar su poder intacto. | Ervil LeBaron, Angela Sanford |
| 13        | Homicidas psicopáticos con personalidades trastornadas y llenas de furia, quienes perdieron el control de sus peores emociones o no pudieron reprimirlas. | Ed Gein, Herbert Mullin, Martin Bryant, Yusef Rahman, Latasha Pulliam, Karla Faye Tucker, Richard Angelo, Maksim Gelman |
| 14        | Conspiradores psicopáticos que matan para beneficiarse. | John List, Richard Farley, Diane Downs, Herman y Paul Petrillo, Sylvia White |
| 15        | Psicópatas que asesinan a sangre fría o que cometen múltiples homicidios calmadamente (spree killing). | Andrew Cunanan, Charles Manson, Charles "Tex" Watson, cómplices de Jim Jones, Charles Starkweather, Archie McCafferty, Susan Atkins, Patricia Krenwinkel, Colin Ferguson, Michael McDermott, Dorothea Puente, Billy Wayne Coble, Benjamin Atkins, Paul Devoe |
| 16        | Psicópatas que cometen múltiples actos atroces con extrema violencia. | Gwendolyn Graham y Cathy Wood, Karla Homolka, Myra Hindley, Gerald Atkins, Eric Beishline, asesinos de James McVey, Terry Driver, Theodore Kaczynski, Shoko Asahara, Michael Swango, Joseph Paul Franklin, Richard Hooten, Kendall Francois, Heriberto Seda, Levi King |
| 17        | Asesinos seriales con perversiones sexuales y torturadores-asesinos (entre los varones, la violación es su principal motivación y el posterior homicidio tiene por finalidad evitar que sus víctimas los denuncien o reconozcan; por lo tanto, la tortura sistemática no es su principal factor de interés).  | Ted Bundy, Aileen Wuornos, Arthur Shawcross, David Berkowitz, Richard Chase, Gerald Stano, Henry Lee Lucas, Wayne Adam Ford, George Russell |
| 18        | Homicidas que suelen torturar previamente a sus víctimas (El homicidio es su principal motivación, no así la tortura). | Nathan Bar-Jonah, Gary Ridgway, Jerome Brudos, asesino del lápiz labial, Keith Jesperson, Taylor Helzer, Harvey Miguel Robinson, Terry Caylor |
| 19        | Psicópatas inclinados hacia el terrorismo, la subyugación, intimidación y violación. | |
| 20        | Torturadores y asesinos psicóticos en quienes la tortura es su principal motivación. | Joseph Kallinger |
| 21        | Psicópatas obsesionados en la tortura, pero de quienes no se sabe a ciencia cierta si han cometido homicidios. | |
| 22        | Torturadores y asesinos psicopáticos, en quienes el sadismo es su principal motivación. Comúnmente, sus crímenes involucran tortura prolongada (sexual o no sexual) seguida por el asesinato de sus víctimas para esconder rastros.                                                                           | Dennis Rader, Tommy Lynn Sells, John Wayne Gacy, Jr., Theresa Knorr, Paul Bernardo, Ian Brady, David Parker Ray, Leonard Lake, Charles Ng, Gary Heidnik, Westley Dodd, George Hodel, Jeff Lundgren, Jeffrey Dahmer, Edmund Kemper, H. H. Holmes, Adolfo de Jesús Constanzo, John Edward Robinson, Andrei Chikatilo, Judy Neelley, Richard Kuklinski, Dean Corll, Ronald Gene Simmons, Gerard Schaefer, Daniel Conahan, Robert Rhoades, Jack Spillman, David Penton, Jim Jones |

## Lista de episodios

### Primera temporada (2006-2007)
| Ep. | Fecha de emisión original | Título del episodio                                | Homicidas retratados (entre paréntesis, lugar dentro de la escala de Michael Stone) |
| --- | ------------------------- | -------------------------------------------------- | --- |
| 1   | 13 de julio de 2006       | "Killer Lies" ("Mentiras de asesinos")             | Susan Smith (10), John List (14), Nathan Bar-Jonah (18), Dennis Rader (22) |
| 2   | 20 de julio de 2006       | "Cold-Blooded Killers" ("Asesinos de sangre fría") | Ted Bundy (17), Gary Ridgway (18), Tommy Lynn Sells (22), John Wayne Gacy, Jr. (22) |
| 3   | 27 de julio de 2006       | "Murderous Women" ("Mujeres asesinas")             | Marybeth Tinning (7), Susan Smith (10), Cathy Wood y Gwen Graham (16), Aileen Wuornos (17), Theresa Knorr (22) |
| 4   | 10 de agosto de 2006      | "Partners in Crime" ("Socios en el crimen")        | Paul Bernardo (22) y Karla Homolka (16), Ian Brady (22) y Myra Hindley (16), David Parker Ray (22) y Cindy Hendy, Leonard Lake (22) y Charles Ng (22) |
| 5   | 17 de agosto de 2006      | "Psychotic Killers" ("Asesinos psicóticos")        | Ed Gein (13), Arthur Shawcross (17), Gary Heidnik (22) |
| 6   | 24 de agosto de 2006      | "Deadly Desires" ("Deseos mortales")               | Jerome Brudos (18), Jeffrey Dahmer (22), David Parker Ray (22), Westley Dodd (22) |
| 7   | 31 de agosto de 2006      | "Science of Murder" ("La ciencia del homicidio")   | Posible origen a la acción asesina: daño cerebral (Charles Whitman, John Wayne Gacy, Jr., Arthur Shawcross); enfermedad mental (Joseph Kallinger, Edward Gingerich, Ed Gein); abuso infantil (Tommy Lynn Sells, Aileen Wuornos, Andréi Chikatilo). Varias combinaciones de estos factores podrían estar presentes en algunos asesinos (Gary Heidnik) o estar aparentemente ausentes en otros (Ted Bundy) |
| 8   | 7 de septiembre de 2006   | "Up Close" ("De cerca")                            | Entrevistas psiquiátricas de Michael Stone a Tommy Lynn Sells, Cindy Hendy y Nathan Bar-Jonah. El detector de mentiras (Cathy Wood), el interrogatorio (Westley Dodd) o el vídeo casero (Leonard Lake) como otras fuentes directas de información |

### Segunda temporada (2007-2008)
| Ep. | Fecha de emisión original | Título del episodio                               | Homicidas retratados (entre paréntesis, lugar dentro de la escala de Michael Stone) |
| --- | ------------------------- | ------------------------------------------------- | --- |
| 1   | 12 de agosto de 2007      | "Jealousy" ("Celos")                              | Samuel Collins (2), Clara Harris (7), Andrew Cunanan (15) |
| 2   | 19 de agosto de 2007      | "Stalkers" ("Acechadores")                        | Richard Farley (14), Robert Bardo (6), Mark David Chapman (7), Gerald Atkins (16) |
| 3   | 26 de agosto de 2007      | "Delusional" ("Delirando")                        | Herbert Mullin (13), Diana Dial (7), Eric Beishline (16) |
| 4   | 2 de septiembre de 2007   | "Unsolved Cases" ("Casos no resueltos")           | El "asesino del lápiz labial" (18), posiblemente William Heirens; el homicida de Elizabeth Short, la "Dalia Negra", quizá George Hodel (22); los asesinos de James McVey (16) |
| 5   | 9 de septiembre de 2007   | "Cult Followers" ("Seguidores de cultos")         | Ron Luff (9) y Jeff Lundgren (22), Charles Manson (15) y Charles "Tex" Watson (15), Jim Jones (22) y cómplices de Jones (15) |
| 6   | 16 de septiembre de 2007  | "Spree Killers" ("Asesinos relámpago")            | Martin Bryant (13), Charles Whitman (8), Charles Starkweather (15), Andrew Cunanan (15), Yusef Rahman (13) |
| 7   | 23 de septiembre de 2007  | "Attention Seekers" ("Buscadores de atención")    | David Berkowitz (17), Dennis Rader (22), Terry Driver (16), Keith Jesperson (18) |
| 8   | 30 de septiembre de 2007  | "Masterminds" ("Mentes maestras")                 | Edmund Kemper (22), H. H. Holmes (22), Theodore Kaczynski (16) |
| 9   | 7 de octubre de 2007      | "Revenge" ("Venganza")                            | Coy Wayne Wesbrook (6), Archie McCafferty (15) |
| 10  | 14 de octubre de 2007     | "Cult Leaders" ("Líderes de cultos")              | Shoko Asahara (16), Adolfo de Jesús Constanzo (22), Charles Manson (15), Jim Jones (22) y cómplices de Jones (15) |
| 11  | 31 de enero de 2008       | "Manson"                                          | Charles "Tex" Watson (15), Susan Atkins y Patricia Krenwinkel (15), Leslie Van Houten (3), Charles Manson (15) |
| 12  | 7 de febrero de 2008      | "Super Delusional" ("Super delirante")            | Michael Owen Perry (7), Joseph Kallinger (20), Leonard Lake (22), Diana Dial (7), Colin Ferguson (15), Michael McDermott (15) |
| 13  | 14 de febrero de 2008     | "Schemers" ("Conspiradores")                      | Diane Downs (14), Michael Swango (16), John Edward Robinson (22), Martha Ann Johnson (5) |
| 14  | 21 de febrero de 2008     | "Vampires/Cannibals" ("Vampiros/Caníbales")       | Armin Meiwes (7), Andrei Chikatilo (22), Jeffrey Dahmer (22), Richard Chase (17), Rod Ferrell (10) |
| 15  | 28 de febrero de 2008     | "Murderous Women" ("Mujeres asesinas")            | Betty Broderick (9), Dorothea Puente (15), Judy Neelley (22), Latasha Pulliam (13) |
| 16  | 6 de marzo de 2008        | "Redemption" ("Redención")                        | Billy Wayne Sinclair (6), Karla Faye Tucker (13), Archie McCafferty (15), Daniel Nieto (6) |
| 17  | 13 de marzo de 2008       | "Gangsters"                                       | Herman Petrillo y Paul Petrillo (14), Richard Kuklinski (22), Ismael Cisneros (11), Joseph Salcedo, Ervil LeBaron (12) |
| 18  | 20 de marzo de 2008       | "The Killer's Brain" ("El cerebro de un asesino") | Causa posible en la persona para su acción asesina: haber sido víctima de rechazo social (David Berkowitz), falta de empatización (Edmund Kemper), esquizofrenia (Richard Chase), capacidad de mentir (Diane Downs), celos (Samuel Collins, Clara Harris), ser manipulable (Tex Watson, Leslie Van Houten, Susan Atkins y Patricia Krenwinkel) |
| 19  | 27 de marzo de 2008       | "Face to Face" ("Cara a cara")                    | Los motivos, métodos y mentes de los criminales. Entrevistas de Michael Stone a Coy Wayne Wesbrook (6), Ron Luff (9), Diana Dial (7) y Daniel Nieto (6) |
| 20  | 7 de abril de 2008        | "Tracking Killers" ("En búsqueda del mal")        | Andrew Cunanan (15); Charles Starkweather (15); Keith Jesperson (18); el asesino de Elizabeth Short, la "Dalia Negra", tal vez George Hodel (22) |

### Tercera temporada (2014-2015)
| Ep. | Fecha de emisión original | Título del episodio                            | Homicidas representados                                                         |
| --- | ------------------------- | ---------------------------------------------- | ------------------------------------------------------------------------------- |
| 1   | 7 de diciembre de 2014    | "Manipulators" ("Manipuladores")               | Sylvia White (14), Elmer Wayne Henley (5) y Dean Corll (22), Taylor Helzer (18) |
| 2   | 14 de diciembre de 2014   | "Control Killers" ("Asesinos controladores")   | Ronald Gene Simmons (22), Billy Wayne Coble (15), Richard Angelo (13)           |
| 3   | 21 de diciembre de 2014   | "Rage Killers" ("Asesinos enfurecidos")        | Gerald Stano (17), Robert Lopez (9), Benjamin Atkins (15)                       |
| 4   | 28 de diciembre de 2014   | "Stone Cold Killers" ("Asesinos impasibles")   | Maksim Gelman (13), Joseph Paul Franklin (16), Henry Lee Lucas (17)             |
| 5   | 4 de enero de 2015        | "Sexual Deviants" ("Pervertidos sexuales")     | Gerard Schaefer (22), Richard Hooten (16), Wayne Adam Ford (17)                 |
| 6   | 11 de enero de 2015       | "Fantasy Killers" ("Asesinos fantasiosos")     | Daniel Conahan (22), Angela Sanford (12), Harvey Miguel Robinson (18)           |
| 7   | 16 de enero de 2015       | "Deceptive Killers" ("Asesinos impostores")    | Darci Pierce (10), Doyle Kelley (6), Kendall Francois (16)                      |
| 8   | 23 de enero de 2015       | "Egocentric Killers" ("Asesinos egocéntricos") | Robert Rhoades (22), Paul Devoe (15), David Dowler (7)                          |
| 9   | 30 de enero de 2015       | "Attention Seekers" ("Buscadores de atención") | George Russell (17), Terry Caylor (18), Heriberto Seda (16)                     |
| 10  | 26 de febrero de 2015     | "Predators" ("Depredadores")                   | Jack Spillman (22), Levi King (16), David Penton (22)                           |